# Georg von Gaupp-Berghausen
Georg Reichsritter von Gaupp-Berghausen (* 12. Januar 1918 in Wien; † 23. März 1985 in Linz) war ein österreichischer Offizier, zuletzt im Range eines Majors in der Wehrmacht, und Politiker.

## Tätigkeiten beim Militär
Georg von Gaupp-Berghausen war 1939 Absolvent der Theresianischen Militärakademie in Wien-Neustadt und wurde als Kommandant zum Kriegsdienst eingezogen. Mehrmals verwundet, erhielt Gaupp-Berghausen u. a. das Deutsche Kreuz in Gold am 2. Januar 1942 sowie am 30. September 1944 das Ritterkreuz des Eisernen Kreuzes. Bis 1945 erreichte er den Dienstgrad eines Majors. Nach dem Zweiten Weltkrieg stand er als Landeskommissär für Kriegsgefangenenrückführung vorübergehend im Dienst der Salzburger Landesregierung. Nach einem kaufmännischen Studium arbeitete er seit 1950 als Prokurist in Düsseldorf.

## Tätigkeit in der Abendländischen Bewegung und im CEDI
Mit seinem Eintritt als Verlagsdirektor in die Hauptverwaltung des Fürsten von Waldburg-Zeil begann 1952 ein neuer Abschnitt im Leben Gaupp-Berghausens. Von Anfang an war er durch seine Tätigkeit für den Verlag Neues Abendland in den Institutionalisierungsprozess der Abendländischen Bewegung eingebunden, die das Ziel einer geistigen und moralischen Erneuerung Europas nach christlichen Grundsätzen verfolgte. Zwar war seine Tätigkeit als Generalsekretär der Abendländischen Akademie und vor allem für das Europäische Dokumentations- und Informationszentrum (CEDI) offiziell nur ehrenamtlich, doch entwickelte sich daraus bald ein Engagement, das seine volle Arbeitskraft in Anspruch nahm.
Gaupp-Berghausen war Mitglied des Malteserordens und pflegte innige freundschaftliche Kontakte in verschiedene europäische Länder. Vor allem seine hervorragenden Beziehungen nach Spanien konnte er gewinnbringend für seine Tätigkeit im CEDI einsetzen, indem er sich nach und nach zum führenden organisatorischen und programmatischen Kopf entwickelte. In diesem Rahmen war er zunächst an der Herausgabe des politischen Informationsblattes Dokumentation der Woche beteiligt. Später fungierte er als Herausgeber der Zeitschrift Aconcagua, die sich den Beziehungen zwischen Europa und Iberoamerika verschrieben hatte.

## Tätigkeit außerhalb des CEDI
1968 gründete Gaupp-Berghausen, der sich mit mehreren Publikationen einen Namen als bedeutender österreichischer Wehrexperte gemacht hatte, die Gesellschaft für Politisch-strategische Studien (Strateg), deren Präsident er bis Anfang der 1980er Jahre bleiben sollte. Sein Engagement für die Beziehungen zwischen Europa und Iberoamerika führte er in den siebziger Jahren weiter und engagierte sich dabei in verschiedenen Projekten zur Entwicklungshilfe und Erwachsenenbildung in Mittelamerika und insbesondere in Costa Rica. Aufgrund seines Einsatzes für die Wahrung der Menschenrechte in Mittelamerika und die Verbesserung der Lebensverhältnisse für die Indigenen galt er Zeitgenossen als Grenzgänger, der erfolgreich zwischen dem adeligen und katholisch-konservativen Milieu, welchem er entstammte, sozialkatholische Vorstellungen vermitteln konnte.
Am 23. März 1985 verstarb Gaupp-Berghausen im Alter von 67 Jahren während einer Mittelamerika-Tagung in Linz.

## Veröffentlichungen
- Entwicklungshilfe und Entwicklungspartnerschaft durch Erwachsenenbildung in Costa Rica. In: Maislinger, Andreas (Hrsg.): Costa Rica. Politik, Gesellschaft und Kultur eines Staates mit ständiger aktiver und unbewaffneter Neutralität. Innsbruck 1986, S. 323–328.
- Der Fürst und die „res publica“. In: Zeiler Aspekte. Beiträge zum 50. Geburtstag von Georg Fürst von Waldburg zu Zeil und Trauchburg am 5. Juni 1978. Kempten 1980, S. 108–115.
- Soldat im Schatten. Eine Studie zur Landesverteidigung. Madrid 1966.
- (als Hrsg.) Wehrformen im Atomzeitalter. Wien 1968.